# Melkus RS 1000
La Melkus RS 1000 è un'autovettura sportiva costruita dalla Melkus dal 1969 al 1979.

## Contesto
La vettura venne progettata dall'ex pilota automobilistico Heinz Melkus che, per produrre le proprie vetture nelle difficili condizioni della Repubblica Democratica Tedesca, dovette reimpiegare numerose componenti provenienti da diverse auto prodotte da altre case automobilistiche.

## Tecnica
Il telaio a longheroni era derivato dalla Wartburg 353 e venne modificato per ospitare il propulsore nella parte posteriore della vettura, con il cambio a cinque rapporti rivolto verso l'esterno. Sempre Wartburg era il propulsore 1.0 da 70 cv, che si elevavano a 90 oppure anche a 120 nelle versioni da competizione. La carrozzeria era in vetroresina e presentava delle portiere ad ala di gabbiano. Così configurata, la RS 1000 aveva una velocità massima di 165 km/h. Nell'arco di 10 anni, vennero prodotti un totale di 101 esemplari.
Le Melkus RS 1000 da competizione, oltre che di motori potenziati, disponevano anche di pneumatici maggiorati (da 165 SR 13 a 175 SR 13). Alla maggior potenza contribuivano tre carburatori da competizione, differenti da quelli utilizzati nelle versioni stradali.